# Cervera del Maestre
Cervera del Maestre – gmina w Hiszpanii, w prowincji Castellón, we wspólnocie autonomicznej Walencja, o powierzchni 93,24 km². W 2011 roku liczyła 716 mieszkańców.